# Klaus Schultze

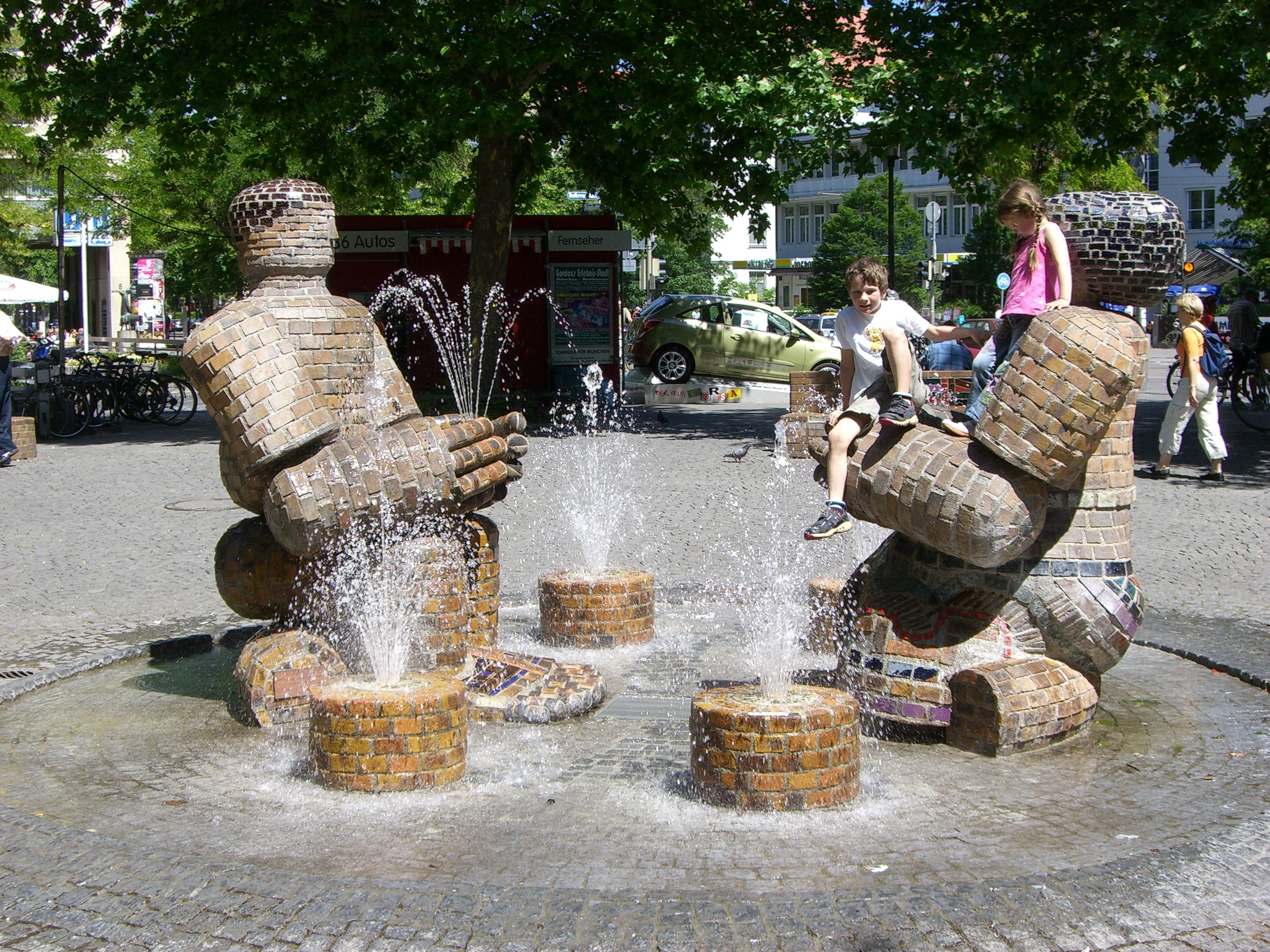
Brunnen- und Platzgestaltung am Rotkreuzplatz, München

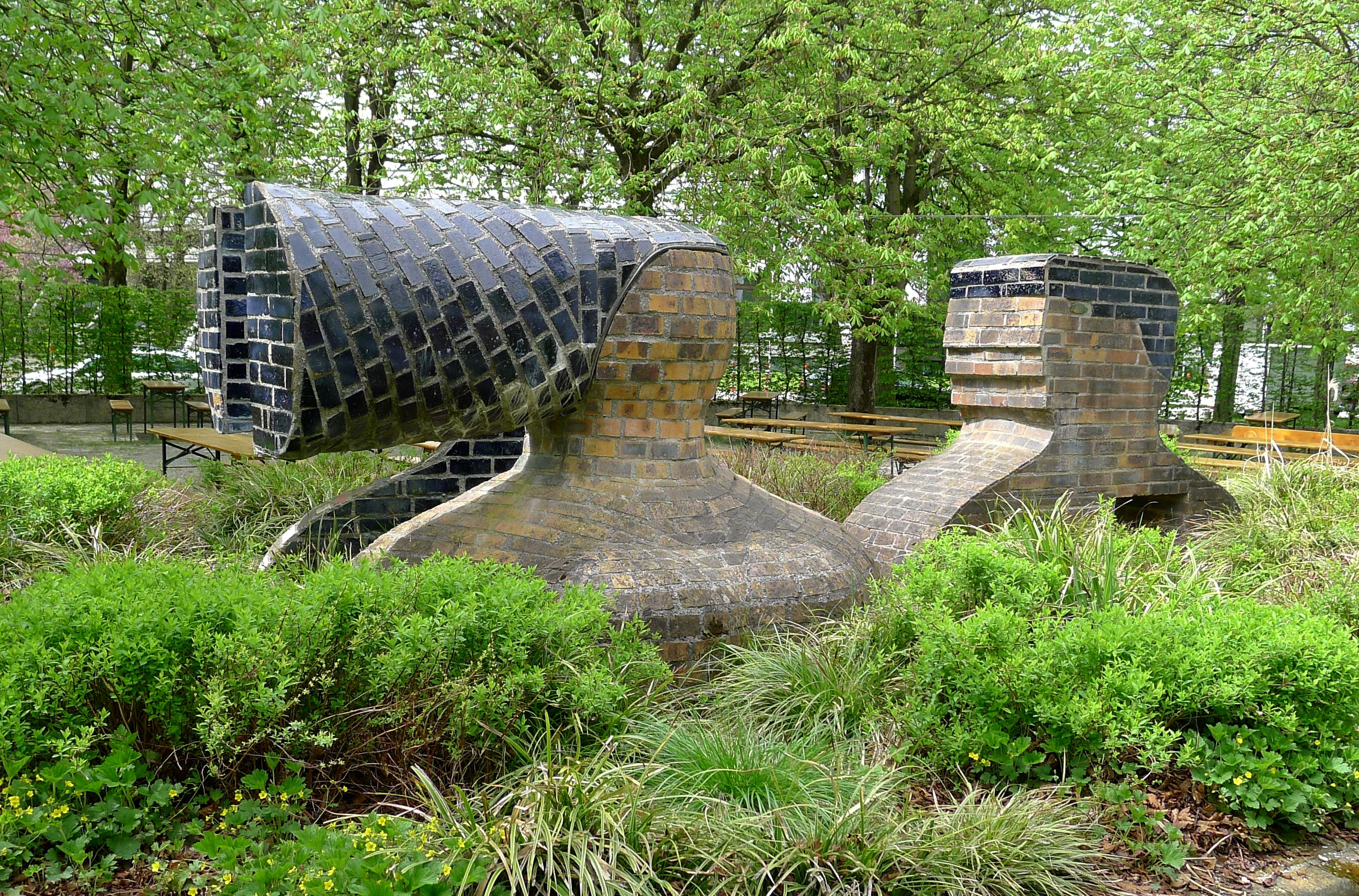
„Mann und Frau“ im Münchner Westpark

Klaus Schultze (* 11. Juli 1927 in Frankfurt am Main) ist ein deutscher Bildhauer,
der für seine Arbeiten aus Keramik und Ziegelstein bekannt ist.

## Leben
Der Sohn des Theaterregisseurs Hermann Schultze und Hilde Frickhoeffer verbrachte, bedingt durch wechselnde Arbeitsstellen des Vaters, seine frühe Kindheit in verschiedenen Städten. Nach der Trennung der Eltern zog Hilde Schultze mit dem Zwölfjährigen 1940 von Berlin nach Überlingen am Bodensee. Durch Vermittlung seines Patenonkels Carl Rothe konnte Schultze, der in Berlin zuletzt ein Gymnasium besucht hatte, in der Schule Schloss Salem seine Schulausbildung fortsetzen. 1944 wurde er nach einem Wehrertüchtigungslager zunächst zum Reichsarbeitsdienst verpflichtet und noch Anfang 1945 in die Wehrmacht eingezogen. Nach kurzer Kriegsgefangenschaft kehrte Schultze im November 1945 an die wiedereröffnete Schule in Salem zurück. Kurz vor den Abiturprüfungen 1948 verließ er Salem und begann in Konstanz eine Töpferlehre, die er 1951 abschloss.
In den Jahren von 1952 bis 1955 arbeitete er in verschiedenen Keramikwerkstätten in Paris.
Im Jahr darauf richtete er sich ein eigenes Atelier in Gournay-sur-Marne ein.
Ab 1960 entstanden erste Keramikskulpturen.
1964 wurde er mit dem Bayerischen Staatspreis ausgezeichnet.
Ein Ruf auf eine Professur für Keramik führte ihn 1979 an die Akademie der Bildenden Künste München.
1993 wurde er emeritiert.
Schultze lebt und arbeitet seit 1992 in Überlingen-Goldbach.

## Werk
In Paris schuf Schultze zunächst noch Gebrauchskeramik, später folgten Skulpturen in Keramik.
Bei einem Aufenthalt in Siena 1969 entdeckte er Backstein – weil vielfältig einsetzbar, bruchsicher und wetterbeständig – als ideales Ausdrucksmittel für sich. Seither entstehen großformatige Backsteinskulpturen, die Schultze international bekannt gemacht haben.
Seit 1993 verwendet Schultze in seinen Plastiken Gitter und Moniereisen und fügt keramische, farbig glasierte Bruchstücke, Draht oder farbig ummantelte Kabel intarsienhaft ein.
«Das Archaisch-Statuarische und Kubisch-Rudimentäre mancher Figuren weckt Assoziationen an Formensprachen früherer Kulturen, erinnert in der streng frontalen Ausrichtung und schlichten Reduktion an Idol- oder Kultobjekte längst vergangener Epochen. (...) Die Figuren scheinen verborgene Kräfte zu besitzen und mit bedeutungsvoller Gebärde etwas beschwören zu wollen. (...) Die „Freigabe kindlicher Unbekümmertheit“ nennt er ein Ziel seines Schaffens.»
[Dr. Andreas Gabelmann]
«Etwas von dieser Einfalt im besten Sinne, etwas von der schlafwandlerischen bildnerischen Sicherheit kindlichen Gestaltens hat sich Klaus Schultze - auf Umwegen - wieder zurückerobert. Dieser Wiedergewinn des Elementaren, Ursprünglichen, Naiven erfüllt seine gemauerte Kunst mit der Ausstrahlung selbstverständlicher Humanität.» Peter M. Bode, 1985]

### Arbeiten in Sammlungen (Auswahl)
- Museum Folkwang, Essen
- Musée de Grenoble
- Karl-Ernst-Osthaus-Museum, Hagen
- Museum für Kunst und Gewerbe, Hamburg
- Keramikmuseum Westerwald, Höhr-Grenzhausen
- Museum für Angewandte Kunst, Köln
- Fondazione Pagani, Legnano
- Grassi Museum, Leipzig
- Kunsthalle Nürnberg
- Landesmuseum Kunst und Kultur Oldenburg
- Musée d’art moderne de la Ville de Paris
- Württembergisches Landesmuseum, Stuttgart
- Internationales Keramik-Museum der Neuen Sammlung München, Weiden

### Werke im öffentlichen Raum (Auswahl)
Zahlreiche der großformatigen Backsteinskulpturen von Schultz, darunter Brunnen und gestaltete Mauern, stehen im öffentlichen Raum in Deutschland, Italien, Schweiz und Israel, die meisten jedoch in Frankreich.
- 1970 L’Essentiel. Standort: Vitry-sur-Seine
- 1975 La Main Divine (Die göttliche Hand). Standort: Saint Quentin en Yvelines
- 1977–78 Eingangsgestaltung. Werbeagentur Gisler & Gisler, Mühlebachstr. 162 (Ecke Rudolfstr.), Zürich. Unter Denkmalschutz[9]
- 1978–80 Place des Géants. Standort: Fußgängerzone, Villeneuve de Grenoble
- 1980–81 Neun Figuren, Direction Départementale de l’Equipement DDE, Créteil
- 1980–81 4 Riesen. Standort: Mensa der Hochschule Bremen, Bremen-Neustadt[10]
- 1982 Géants à Table. Standort: Internationale Hotelfachschule, Mail des Saules, Saint Quentin en Yvelines, Guyancourt[11]
- 1983 Mann und Frau. Standort: Westpark, München
- 1983 Paar. Standort: Asamhof, München[12]
- 1983 Das Paar im Wasser. Standort: Mühlenkanal, Hüfingen[13]
- 1983/84 Brunnen- und Platzgestaltung. Standort: Rotkreuzplatz, München
- 1987 Stehender und Liegende. Standort: Lazarettstraße, München, 2014¿ umgesetzt nach Hof, Bay. Landesamt für Umwelt[14]
- 1987 Paar. Symposion ‚Briksteen‘, Kortrijk (Belgien)
- 1987 Paar. Auf dem Langwassersee, Hermann-Thiele-Weg, Nürnberg-Langwasser (Nord-Ost)[15]
- 1991 Das Paar. Standort: Park beim Bahnhof, Offenburg[16]
- 1994 Schutzengel. Brunnenanlage, Klinikum Süd, Patientengarten, Nürnberg-Langwasser
- 1995–2021 Standort: Rieter-Werke GmbH, Schneckenburgstrasse 11, Konstanz-Petershausen
- 1998 Mahnmal für die Opfer des Faschismus. Standort: Fridolin-Endraß-Platz (Ernst-Lehmann-Str. Ecke Hofener Str.), Friedrichshafen[17]
- 2001 Sitzgruppe. Standort: Sennhofplatz, Hüfingen. Erinnert an die jährlich im September auf dem Sennhofplatz stattfindenden Internationalen Keramikwochen.[18]
- 2011 Fachwerk-Hand. Standort: München-Sendling

## Einzelausstellungen (Auswahl)
Zu den mit «K» gekennzeichneten Ausstellungen erschien ein Katalog.
- 1956 Galerie La Demeure, Paris
- 1967 Propositions pour interieurs de tetes, sculptures de Klaus Schultze. Galerie La Roue, Paris. 13. April bis 6. Mai 1967K
- 1969 Karl-Ernst-Osthaus-Museum, Hagen
- 1971 Galerie La Roue, Paris (mit ersten Skulpturen)
- 2008 Klaus Schultze. Keramion/Frechen, vom 18. Mai bis 17. August 2008K
- 2009 Backsteinskulpturen von Klaus Schultze, Skulpturhalle Basel des Antikenmuseums, 16. August bis 27. September 2009
- 2012 Klaus Schultze - Keramikskulpturen. Galerie Handwerk München, 27. April bis 9. Juni 2012[19]
- 2012 Tatort Ton. Nica Haug und Klaus Schultze. Städtischen Galerie Überlingen, 14. Juli bis 11. November 2012[20]

## Publikationen
- „Auch hatte ich Schlimmes über Internate gehört...“ Meine Salemer Jahre 1940 bis 1948. Kulturamt Bodenseekreis (= Salemer Hefte 7), Überlingen 2019, ISBN 978-3-945396-14-8